# Kristiansborg, Västerås
Kristiansborg är en  stadsdel i det administrativa bostadsområdet Kristiansborg-Karlsdal i Västerås. Området är ett bostadsområde som ligger i Västerås, söder om E18.
I Kristiansborg finns förutom bostäder (både hyreshus och villor), även Arosvallen, Carlforsska gymnasiet och Kristiansborgsbadet.
Området avgränsas av E18 i norr, Mobergsgatan, Sundinsgatan, Tegelvretsgatan, Karlsdalsgatan, Katrinelundsvägen, Kristiansborgsallen, Ryttersborgsgatan, Solbergagatan, Vasagatan, Sångargatan, västra kanten av Kullen till E18.
Området gränsar i norr över E18 till Skallberget, i öst över E18 till Gideonsberg, i sydöst till Karlsdal, i sydväst till Gåsmyrevreten (Mälardalens universitet), i väst över Vasagatan till Blåsbo och i nordväst till Iggebygärdet.